# Publicidad oficial en México
La publicidad oficial en México se refiere a la compra de espacios publicitarios que realizan los distintos niveles de gobierno en medios de comunicación de ese país. Tal actividad está determinada y justificada por el derecho a saber y el derecho de acceso a la información que tienen las y los ciudadanos, las obligaciones de transparencia del gobierno hacia la misma y la necesidad de los gobiernos de informar y de publicitar el uso del presupuesto y las acciones derivadas de la administración pública, entre otras.
En oposición, académicos, organizaciones no gubernamentales y de derechos humanos mexicanas y de otros países han señalado el uso de las compras de espacios como método de coerción, censura sutil y control de los contenidos y las posturas de los medios, en vehículo de propaganda política y de difusión de los funcionarios a nivel personal -especialmente en temporadas electorales- así como la concentración de las compras publicitarias o en pocas empresas de medios de comunicación, especialmente las de comunicación masiva como la televisión. Incluso, algunas investigaciones han revelado cómo, en el pasado, la publicidad oficial mexicana ha sido empleada como herramienta comunicativa para legitimar y justificar la fallida guerra al narcotráfico.